# ایندیو هیلز (کالیفرنیا)
ایندیو هیلز (به انگلیسی: Indio Hills) یک منطقهٔ مسکونی در ایالات متحده آمریکا است که در شهرستان ریورساید، کالیفرنیا واقع شده‌است. ایندیو هیلز ۵۵٫۷۱۵ کیلومتر مربع مساحت و ۹۷۲ نفر جمعیت دارد و ۳۰۹٫۹۹ متر بالاتر از سطح دریا واقع شده‌است.